# Charly (Cher)
Charly és un municipi francès, situat al departament de Cher i a la regió de Centre – Vall del Loira. L'any 2007 tenia 230 habitants.

## Demografia

### Població
El 2007 la població de fet de Charly era de 230 persones. Hi havia 105 famílies, de les quals 28 eren unipersonals (24 homes vivint sols i 4 dones vivint soles), 45 parelles sense fills, 24 parelles amb fills i 8 famílies monoparentals amb fills.
La població ha evolucionat segons el següent gràfic:
Habitants censats

### Habitatges
El 2007 hi havia 164 habitatges, 103 eren l'habitatge principal de la família, 39 eren segones residències i 22 estaven desocupats. Tots els 164 habitatges eren cases. Dels 103 habitatges principals, 87 estaven ocupats pels seus propietaris, 13 estaven llogats i ocupats pels llogaters i 2 estaven cedits a títol gratuït; 1 tenia una cambra, 5 en tenien dues, 14 en tenien tres, 25 en tenien quatre i 57 en tenien cinc o més. 81 habitatges disposaven pel capbaix d'una plaça de pàrquing. A 47 habitatges hi havia un automòbil i a 45 n'hi havia dos o més.

### Piràmide de població
La piràmide de població per edats i sexe el 2009 era:
| Homes | Edats   | Dones |
| ----- | ------- | ----- |
| 0     | 95 o +  | 0     |
| 0     | 90 a 94 | 0     |
| 0     | 85 a 89 | 0     |
| 0     | 80 a 84 | 4     |
| 12    | 75 a 79 | 4     |
| 8     | 70 a 74 | 12    |
| 4     | 65 a 69 | 16    |
| 16    | 60 a 64 | 8     |
| 12    | 55 a 59 | 4     |
| 16    | 50 a 54 | 12    |
| 4     | 45 a 49 | 12    |
| 0     | 40 a 44 | 8     |
| 8     | 35 a 39 | 4     |
| 4     | 30 a 34 | 4     |
| 8     | 25 a 29 | 4     |
| 8     | 20 a 24 | 4     |
| 0     | 15 a 19 | 0     |
| 12    | 10 a 14 | 12    |
| 4     | 5 a 9   | 4     |
| 0     | 0 a 4   | 0     |

## Economia
El 2007 la població en edat de treballar era de 152 persones, 105 eren actives i 47 eren inactives. De les 105 persones actives 96 estaven ocupades (48 homes i 48 dones) i 9 estaven aturades (3 homes i 6 dones). De les 47 persones inactives 26 estaven jubilades, 4 estaven estudiant i 17 estaven classificades com a «altres inactius».

### Ingressos
El 2009 a Charly hi havia 105 unitats fiscals que integraven 230 persones, la mediana anual d'ingressos fiscals per persona era de 17.741 €.

### Activitats econòmiques
Dels 10 establiments que hi havia el 2007, 1 era d'una empresa de fabricació d'altres productes industrials, 3 d'empreses de construcció, 2 d'empreses de comerç i reparació d'automòbils, 3 d'empreses d'hostatgeria i restauració i 1 d'una empresa de serveis.
Dels 5 establiments de servei als particulars que hi havia el 2009, 1 era un paleta, 1 fusteria, 1 lampisteria i 2 restaurants.
L'any 2000 a Charly hi havia 13 explotacions agrícoles que ocupaven un total de 1.647 hectàrees.

## Poblacions properes
El següent diagrama mostra les poblacions més properes.